# Shortt-Uhr

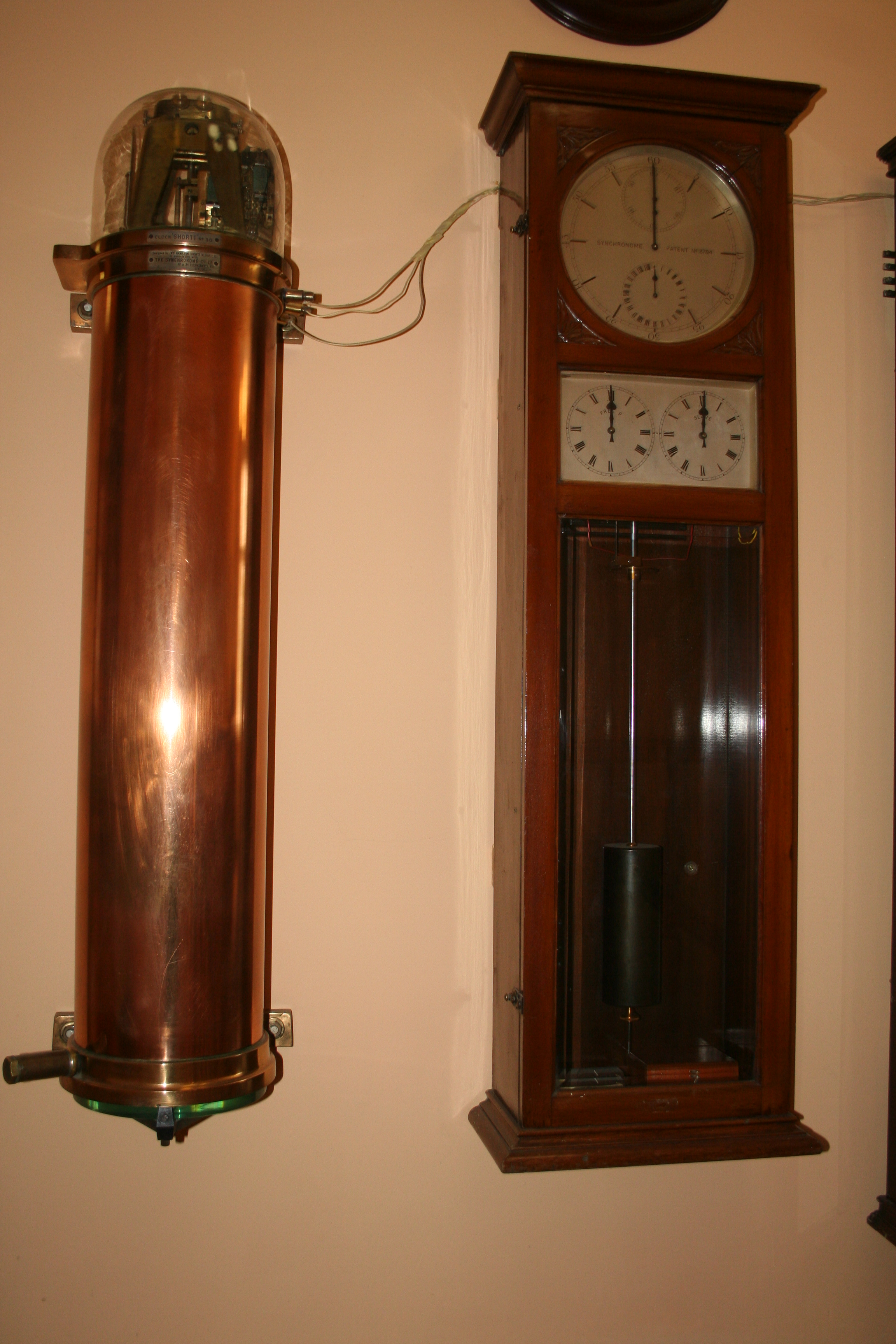
Shortt-Uhr in astronomischem Observatorium der Adam-Mickiewicz-Universität (Poznań)

Die Shortt-Uhr ist eine Präzisionspendeluhr, die 1921 von dem englischen Ingenieur William Hamilton Shortt (1881–1971) entwickelt wurde.

## Beschreibung
Die Besonderheit der Shortt-Uhren besteht darin, dass sie von atmosphärischen Störungen sowie Störungen durch Reibung weitgehend befreit sind. Das wird durch eine Trennung in Haupt- und Nebenuhr erreicht. In der Hauptuhr schwingt ein fast freies Pendel in einem evakuierten Gehäuse. Eine zweite auf die Hauptuhr synchronisierte Pendeluhr enthält alle anderen beweglichen Teile, deren mechanische und sonstige Störungen die Hauptuhr beeinträchtigen könnten. Der Gangfehler dieser fast reibungsfreien Konstruktion liegt bei einigen Millisekunden pro Tag, was erst von temperaturstabilisierten Quarzuhren übertroffen wurde.
Die Shortt-Uhr hat zwei Pendel. Das Hauptpendel schwingt in einem Behälter mit reduziertem Luftdruck weitgehend frei und bekommt alle 30 Sekunden einen mechanischen Impuls zur Aufrechterhaltung der Schwingung. Das Nebenpendel befindet sich in einer modifizierten Synchronome-Uhr. Wie bei allen Synchronome-Uhren bewegt das Pendel über eine Klinke ein 15-zähniges Zählrad um einen Zahn pro Schwingung des Pendels weiter. Bei einer vollständigen Umdrehung des Zählrads nach 30 Sekunden wird ein Schwerkrafthebel ausgelöst, welcher auf eine gekrümmte Ebene am Nebenpendel aufsetzt und beim Abrollen dem Nebenpendel wieder neue Bewegungsenergie für die folgenden 30 Sekunden erteilt. Anschließend wird ein am Schwerkrafthebel befindlicher elektrischer Kontakt geschlossen. Der dadurch geschlossene Stromkreis magnetisiert einen Elektromagneten, der den Schwerkrafthebel wieder in seine Ausgangslage bringt und den elektrischen Kontakt öffnet. Über diesen Stromkreis werden außerdem die in Reihe liegenden Tochteruhren um eine halbe Minute weiter gestellt. Der Stromkreis gibt außerdem einen zweiten Schwerkrafthebel frei, der am Hauptpendel angebracht ist und dem Hauptpendel seinen Antriebsimpuls erteilt. Das erfolgt, indem der zweite Schwerkrafthebel völlig stoßfrei auf einer am Hauptpendel befindlichen Rolle aufsetzt und im Niederfallen dem Hauptpendel in stets gleicher Schwingungsphase einen geringen Antrieb erteilt. Dabei löst der Schwerkrafthebel – in stets gleicher Pendelphase – einen Kontakt aus, der einen zweiten Stromkreis schließt. Dadurch wird der Schwerkrafthebel des Hauptpendels wieder in seine Ausgangslage gebracht und gleichzeitig an der modifizierten Synchronome-Uhr eine Synchronisationseinrichtung aktiviert. Eine am Nebenpendel befindliche Blattfeder beschleunigt es geringfügig, wenn die Synchronisationseinrichtung aktiviert wird und sich das Nebenpendel innerhalb des Arbeitsbereichs der Synchronisationseinrichtung befindet. Ist dagegen das Nebenpendel synchron mit dem Hauptpendel, verfehlt die Synchronisationseinrichtung die Blattfeder und beeinflusst das Nebenpendel nicht.
Wenn das Nebenpendel geringfügig langsamer als das Hauptpendel schwingt, arbeitet die Synchronisation beider Pendel fehlerfrei und das Hauptpendel bestimmt die Genauigkeit der Shortt-Uhr. Damit erreichte die Uhr eine Genauigkeit von besser als 0,01 s/Tag Abweichung, und war auch den um 1935 erfundenen Quarzuhren überlegen.
Schon im 18. Jahrhundert hatte sich das Sekundenpendel allgemein als Frequenznormal durchgesetzt, sobald man durch präzisere Mechanik der Uhrhemmung die Reibung verringern und die Amplitude konstant halten konnte. Auf Sternwarten wurden spezielle astronomische Pendeluhren (siehe Riefler-Pendel) eingesetzt, deren Sekundenzeiger mit der Welle des Hemmungsrades verbunden war und haarscharf mit dem Pendelschlag weitersprang. Die durch Shortt verfeinerte Zeitmessung erlaubte erstmals den Nachweis, dass die Erdrotation aufgrund der durch Sonne und Mond hervorgerufenen Nutation nicht völlig gleichmäßig ist.